# Infinitesimal
|  | Wiktionary har en ordboksartikel om infinitesimal. |

Infinitesimal är nylatin och en neologism som betyder 'ytterst litet'. Inom matematiken är infinitesimal ett oändligt litet tal. Hur litet tal man än tänker sig är ändå talet mindre men det är ändå alltid större än noll. Infinitesimaler har historisk betydelse inom matematisk analys och i modern tid inom icke-standardanalys.

## Historik
Idén med ett oändligt litet tal är gammal; redan under antiken fanns något liknande. Arkimedes hade en tanke om att det fanns ett tal som |x|>1, |x|>1+1, |x|>1+1+1, ... Han sade då att detta skapar ett oändligt stort tal x. Om man sedan tar 1/x bildar det då ett oändligt litet tal men aldrig noll. Dock var begreppet oändlighet diffust och svårt att greppa och det dröjde lång tid innan det blev helt vedertaget i matematiska sammanhang. Det dröjde ändå fram tills det att Newton och Leibniz oberoende av varandra lade fram sin infinitesimalkalkyl på 1660-talet. Trots att dessa stora matematiker hade lagt fram sina teorier hade man fortfarande samma problem som under antiken: att oändligt stora och små tal medför flera paradoxer. Paradoxerna ledde till att matematiker under 1800-talet, däribland Karl Weierstrass och Richard Dedekind formulerade om analysen med epsilon-delta. Det dröjde ytterligare några hundra år innan Abraham Robinson så sent som 1961 lade fram en teori som åter förde infinitesimal på tal. Han lade då grunderna för icke-standardanalys.

## Det hyperreella talsystemet
För att kunna räkna på infinitesimala tal behövs ett nytt talsystem, Abraham Robinson lade fram en metod för detta system och flera har tillkommit sedan dess. Dessa nya tal är inte bara naturliga tal där även oändligt små tal får plats. Det är tal med andra regler för att man ska kunna införa de infinitesimala talen. Precis som med de vanliga talen finns det axiom som gör att operationer som addition och multiplikation fungerar precis som i det vanliga talsystemet. Det krångliga i detta talsystem är att utföra jämförelser mellan olika tal; eftersom infinitesimal är tillåtna kan man tänka sig att talen oscillerar runt det värde som de egentligen står för. Därför kan ett tal vara större eller mindre än sig själv. Detta löser man genom att låta U vara det hyperreella talsystemet och
(1)  {\displaystyle \;\{i:a_{i}=b_{i}\}\in U\Rightarrow (a_{0},a_{1},a_{2},\ldots )=(b_{0},b_{1},b_{2},\ldots )}
(2)  {\displaystyle \;\{i:a_{i}\geq b_{i}\}\in U\Rightarrow (a_{0},a_{1},a_{2},\ldots )\geq (b_{0},b_{1},b_{2},\ldots )}
(3)  {\displaystyle \;\{i:a_{i}\leq b_{i}\}\in U\Rightarrow (a_{0},a_{1},a_{2},\ldots )\leq (b_{0},b_{1},b_{2},\ldots )}
Här är (1) falsk eftersom både a och b "vibrerar" kring sina egna siffror och leder till att likheten inte stämmer. Istället definieras likhet av att både (2) och (3) sanna. Efter de här reglerna har vi ett talsystem där alla reella tal får plats och dessutom finns det utrymme för infinitesimala tal och även oändliga tal. Detta om man tar inversen av ett infinitesimalt tal.

## Användningsområden
De mest kända områden där infinitesimaler kan användas är derivata och integral. 

### Derivata
Derivatan f'(x) av en funktion f(x) beskriver förändringshastigheten för f(x), det vill säga hur funktionen ändras beroende på olika indata. 

#### Standardderivata
Vanligtvis definieras derivatan av ett gränsvärde:
{\displaystyle f'(x_{0})=\lim _{h\to 0}{\frac {f(x_{0}+h)-f(x_{0})}{h}}}. 
{\displaystyle \lim _{h\to 0}} betyder att "h går mot noll" det vill säga att derivatan är ett gränsvärde. Värdet f(x)-f(x+h) där h går mot noll ger höjdskillnaden i y-led mellan två punkter som är oändligt nära varandra. 

#### ISA-derivata
ISA-derivata eller derivata med hjälp av icke-standardanalys lades fram av Abraham Robinson i början på 1960-talet. Skillnaden mellan den klassiska derivatan och Robinsons idé var att man helt enkelt låter skillnaden mellan de olika punkterna ha avståndet av en infinitesimal istället för att låta avståndet gå mot noll. 
{\displaystyle {\frac {f(x+\varepsilon )-f(x)}{\varepsilon }}}
där {\displaystyle \varepsilon } är en infinitesimal. Detta gör att man kan räkna fram derivatan utan att använda gränsvärden. Dessa infinitesimala tal är inte tillåtna i det vanliga reella talsystemet, {\displaystyle \mathbb {R} }. För att kunna räkna på dessa oändligt små tal använder vi  {\displaystyle {}^{*}\mathbb {R} }, hyperreella talplanet som tillåter oändligt små tal. När ISA-derivatan kom trodde många att det snabbt skulle ersätta den klassiska derivatan inom undervisningen på grund av att den med hjälp av ett infinitesimalt {\displaystyle \varepsilon } är lättare att förstå. Det skulle dessutom underlätta uträkningar och möjliggöra att man kan uttrycka ekvationer explicit istället för implicit i den klassiska analysen. De som var emot att man skulle använda icke-standardanalys i undervisning hävdade att man istället lurade elever och missade att visa på den noggrannhet som krävs inom matematiken.

### Integral
Även integralen är beroende av ett gränsvärde. Integralen av f(x) ger den area som är mellan funktionen och x-axeln på ett givet intervall. Detta går ut på att man delar upp arean i oändligt många rektanglar med en höjd från x-axeln till kurvan. Om man summerar dessa oändligt smala rektanglars area får man den totala arean. Även denna analytiska operation skulle man kunna beskriva med hjälp av infinitesimal istället för att använda sig av gränsvärden.